# Karol Fijałkowski
Karol Zdzisław Fijałkowski – polski zootechnik, profesor nauk ścisłych i przyrodniczych.

## Życiorys
W 2004 r. ukończył studia biotechnologiczne w Akademii Rolniczej w Szczecinie, w 2010 r. obronił pracę doktorską, w 2016 r. otrzymał stopień doktora habilitowanego. W 2023 r. uzyskał tytuł profesora nauk ścisłych i przyrodniczych.
Pracuje w Zachodniopomorskim Uniwersytecie Technologicznym w Szczecinie.